# Raffaello Riccardi
Raffaello Riccardi (n. 4 februarie 1899, Moscova, Imperiul Rus – d. 1977, Roma, Italia) a fost un om politic și conducător sportiv italian, fost ministru al schimburilor și valutelor (1939-1943) în guvernul condus de Mussolini.

## Biografie
Născut dintr-o mama rusă, a participat la Primul Război Mondial ca ofițer de cavalerie. După război s-a alăturat mișcării fasciste, fiind unul dintre fondatorii organizației Fascio di Combattimento din Senigallia în iulie 1920 și a organizației similare din Pesaro câteva luni mai târziu (în regiunea Marche a fondat și condus săptămânalul L'Ora). A absolvit studii de drept și a devenit lider provincial al Partidului Național Fascist la începutul anilor 1920. Secretar personal al deputatului Silvio Gai, Riccardi a fost ales membru al Parlamentului la alegerile legislative din 1924 pe lista fascistă.
Confirmat ca deputat în urma alegerilor parlamentare care au avut loc cinci ani mai târziu, a fost cooptat în guvernul condus de Mussolini mai întâi ca subsecretar al Ministerului Comunicațiilor (9 iulie 1928 - 11 septembrie 1929), apoi ca subsecretar al Ministerului Aeronauticii (12 septembrie 1929 - 6 noiembrie 1933). În anul 1934 a fost reales deputat. A fost numit președinte al Institutului Național de Export la mijlocul anilor 1930.
A fost desemnat apoi ministru al schimburilor și valutelor (31 octombrie 1939 - 18 februarie 1941, 8 mai 1941 - 6 februarie 1943): în această calitate l-a informat pe Duce că Marcello Petacci a fost implicat în 1942 în mai multe scandaluri financiare. Între 1938 și 1939 a fost președinte general al clubului Polisportiva S.S. Lazio și a deținut și funcția de președinte al Federației Italiene de Box. În 1939 a devenit consilier național al Camera dei Fasci e delle Corporazioni, care a înlocuit Camera Deputaților în calitate de cameră inferioară a Parlamentului, până în august 1943, precum și consul general al organizației paramilitare fasciste a cămășilor negre Milizia Volontaria per la Sicurezza Nazionale. A fost locotenent-colonel aviator în rezervă.
În 1942 i s-a acordat titlul de doctor în drept honoris causa al Universității din Urbino. Înlocuit din funcție de Oreste Bonomi, după remanierea guvernului Mussolini, a fost arestat prin ordin al lui Pietro Badoglio și închis în închisoarea Regina Coeli: a fost eliberat de germani în septembrie 1943 și dus la München, a susținut statul marionetă Republica Socială Italiană, fără a deține însă posturi administrative în cadrul acesteia.
În iulie 1947 a fost judecat pentru unele acțiuni violente care au avut loc în 1922 în Fossombrone, dar a fost achitat din lipsă de probe. Riccardi, căruia îi apăruse deja în 1939 volumul Pagine Squadriste, a publicat în 1946 o carte de memorii; s-a retras mai târziu din viața publică. A locuit în orașul Lugano din Elveția și a decedat la Roma. Este menționat de unele surse ca „Raffaele”.

## Decorații
- Ordinul „Virtutea Aeronautică” de război cu spade, clasa Comandor (6 noiembrie 1941) „pentru deosebita activitate în progresul Aeronauticei Italiene, care s-a afirmat în timp de pace și a înscris pagini de glorie nepieritoare în războiul sfânt contra comunismului. Ca sburător în raidurile ce a executat și recordul obținut, a fost exemplu de emulat aripilor italiene”[5]